# フェラーリ・512S

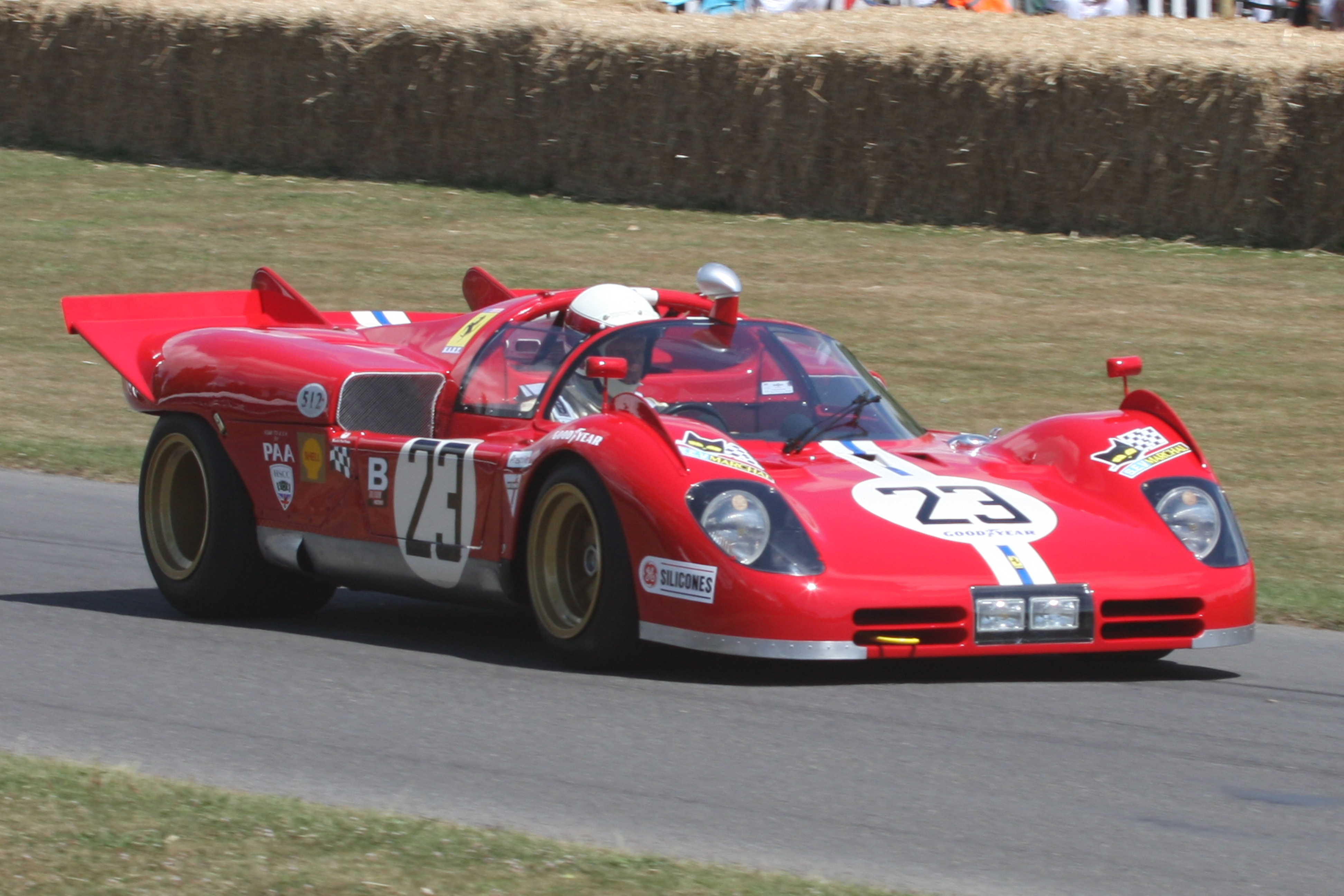
512S

フェラーリ・512S (Ferrari 512 S) はイタリアの自動車メーカーフェラーリが1970年から国際メイクス選手権に参戦するため開発したスポーツカー。当時国際自動車連盟 (FIA) 車両規定のグループ5に属する。1970年は512S、1971年は改良型の512Mが使用された。

## 概要

### 512S

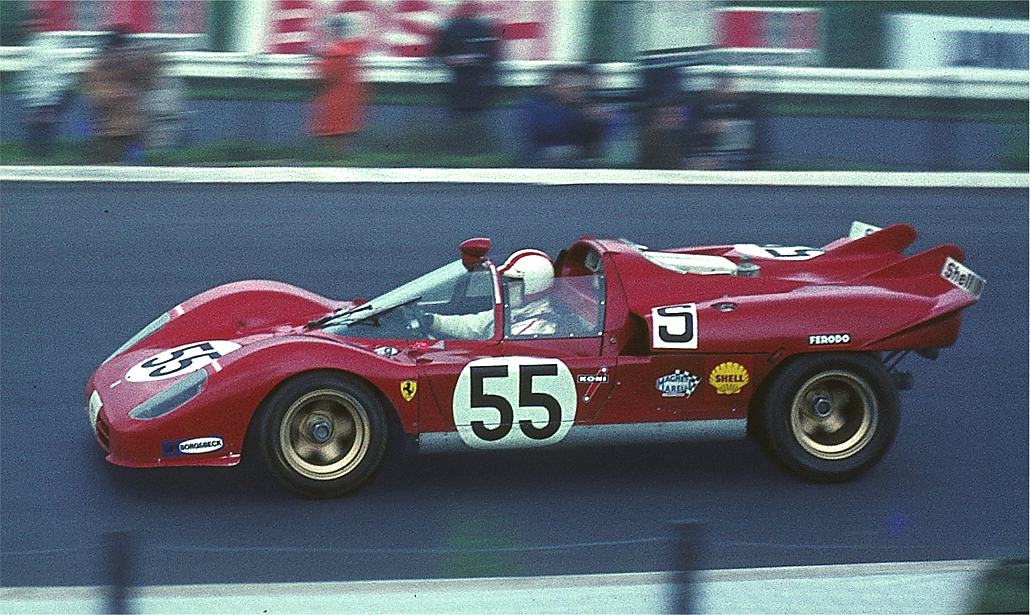
1970年ニュルブルクリンク1000kmレースでの512S（ドライバーはニーノ・ヴァッカレラ）

1968年の国際メイクス選手権競技規定ではプロトタイプ・スポーツカー (当時グループ6) は第11クラス (2.5リットル (L) 超から3.0 Lまで)、生産公認を要するスポーツカー (当時グループ4) は第12クラス (3.0 L超から5.0 Lまで) にそれぞれクラスの上限が定められた。これにより前年までフェラーリが使っていた第12クラスのプロトタイプ・スポーツカー（330P4）は参加権を失った。またスポーツカーの公認を受けるために必要となる連続12月間内に50台を製造する能力もフェラーリにはななく、この年は不参加となった。しかし、1969年はスポーツカーの最低生産台数が25台に緩和され、ポルシェは急遽第12クラスのスポーツカーを開発して実戦投入した。この年のフェラーリは第11クラスのプロトタイプ・スポーツカー (312P) で参加していたが、ポルシェのこの動きに追随して、第12クラススポーツカーの512Sを開発して公認を受け、1970年より選手権にデビューさせた。なお、この年からスポーツカーはグループは4からグループ5に変更されている (グランドツーリングカーが2グループに分割され、スポーツカーより下位のグループが1つ増えたため)。
マウロ・フォルギエーリの指揮下、開発はわずか3ヶ月で行われた。シャシーは北米のカナディアン-アメリカン・チャレンジカップ (Can-Am) 参戦用に製造した612Pをベースとし、ボディはジャコモ・カリーリ設計のベルリネッタ（クーペ）とスパイダー（オープン）、高速サーキット用のロングテールが用意された。エンジンは612Pの6.2Lから5Lへサイズダウンし、550HP/8,500rpmを発生した。

### 512M

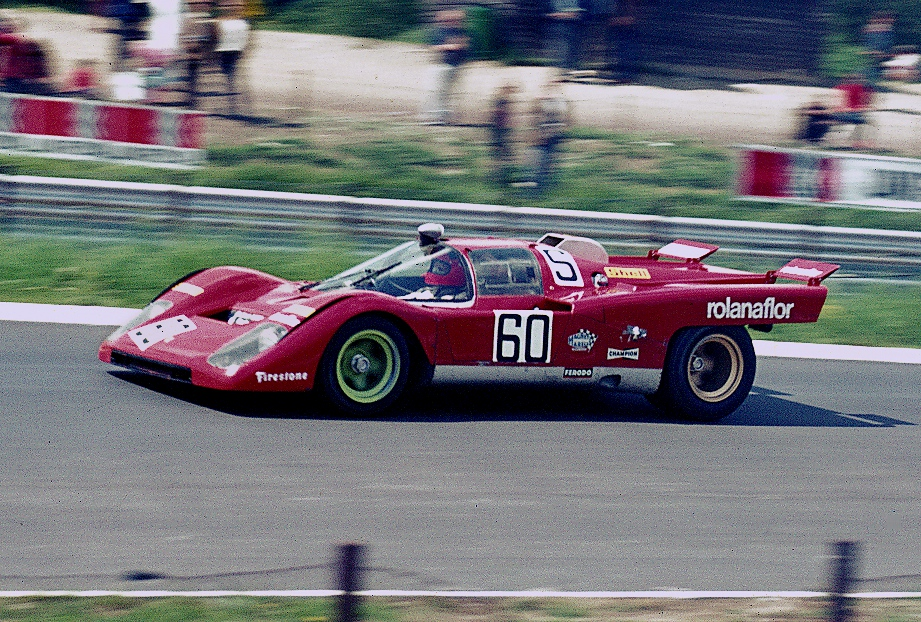
1971年ニュルブルクリンク1000kmレースでの512M（ドライバーはヘルベルト・ミュラー）

1971年シーズンに向けて、512Sに全面的に改良を施したのが512Mである（Mは「改良された」のイタリア語"Modificato"の頭文字）。既存の512Sの多くも512M仕様へ変更された。
シャシーは構造の見直しにより軽量化され、ボディカウルはポルシェ・917Kと同様に低いノーズからテールへ気流をすくい上げるウェッジシェイプに改装された。エンジンは610HP/9000rpmにパワーアップした。
しかし、1972年より選手権対象が3L以下に変更されることが決まり、512Mの使用期間は1年間のみとなった。フェラーリは312PBの開発に注力するため、512Mを個人チームへ放出した。アメリカのペンスキー・レーシングは独自の改良を施し、選手権に限定出場ながらメーカーチームに匹敵する戦闘力をみせた。

## スペック
フェラーリ公式サイト日本語版 より。

### シャシー
- 全長：4,060mm (512S) 、4,180mm (512M)
- 全幅：2,000mm (512S) 、2,015mm (512M)
- 全高：972mm (512S) 、985mm (512M)
- ホイールベース：2,400mm
- トレッド前：1,518mm
- トレッド後：1,511mm
- 乾燥重量：840kg (512S) 、815kg (512M)
- 構造：セミモノコック（鋼管スペースフレーム＋アルミパネル）
- サスペンション（前後）：独立懸架、ダブルウィッシュボーン、コイルスプリング、筒型ショックアブソーバー
- トランスミッション：5速MT
- タイヤ：フロント4.25-11.50-15、リア6.00-14.50-15

### エンジン
- 構造：4,993cc 60度V型12気筒 ミッドシップ縦置き
- ボアストローク：87×80mm
- 圧縮比：11.5:1
- 最高出力：404kW (550hp) /8,500rpm (512S)、449kW (610hp) /9,000rpm (512M)
- バルブ：DOHC4バルブ
- 燃料供給：ルーカス製インジェクター

## 戦績

### 1970年
開幕戦デイトナ24時間で512Sがデビュー。短期間で開発製造された割にはポテンシャルを発揮したが、2年目で熟成されたポルシェ・917に対抗することはできず、セブリング12時間レースでの1勝に留まった。このレースでは俳優スティーブ・マックィーンが乗る908/02を抑えて、マリオ・アンドレッティ/イグナツィオ・ギュンティ/ニーノ・ヴァッカレラ組が優勝した。ル・マンでは11台がエントリーしたが、プライベーターの4位が最高成績だった。最終戦では512Mがデビューした。
- デイトナ24時間：3位
- セブリング12時間：1位
- BOAC1000km：5位
- モンツァ1000km：2位
- タルガ・フローリオ：3位
- スパ1000km：2位
- ニュルブルクリンク1000km：3位
- ル・マン24時間：4位
- ワトキンスグレン6時間：3位
- オーストリア1000km：7位